# Грчка острва
Грчка поседује око 1400 острва. Од тог броја само их је 227 насељено, док остатак представљају потпуно мала и ненасељена острва. Од свих насељених острва само на 78 живи преко 100 становника. Сва грчка острва се могу уврстити у неку од 8 доле набројаних група.
Највећа и најзначајнија острва су: Крит, Евбеја, Родос, Крф.

## Северноегејска острва
Такође позната и као Североисточноегејска острва
- Хиос
- Фурни
- Икарија
- Лезбос
- Псара
- Самос
- Цимена
- Агиос Ефстратиос
- Лимнос
- Самотраки
- Тасос

## Јонска острва
- Антикитира
- Антипаксос или Антипакси
- Итака
- Кефалонија
- Крф
  - Видо
- Китира
- Лефкада
- Паксос или Пакси
- Закинтос
  - Дијапонтијска острва или Отонска острва
    - Отони
    - Ерикуза
    - Матраки

## Киклади
- Аморгос
- Анафи
- Андрос
- Антипарос
- Антимилос
- Делос
- Фолегандрос
- Јарос
- Иос
- Кеа
- Кимолос
- Китнос
- Макронисос
- Милос
- Миконос
- Наксос
- Парос
- Санторини и острва у његовом кратеру
  - Аспрониси
  - Неа Камени
  - Палеа Камени
  - Тирасија
- Серифос
- Сифнос
- Сикинос
- Сирос
- Тинос

Мали источни Киклади:
- Ираклија
- Схинуса
- Епано Куфонизи
- Като Куфонизи
- Гларос (такође: Гларониси)
- Керос
- Антикерос (такође: Епано Антикери)
- Дрима (такође: Като Антикери)
- Донуса

## Додеканез
- Агатониси
- Арки
- Астипалеја
- Халки
- Калимнос
- Карпатос
- Касос
- Кастелоризо
- Кос
- Лерос
- Липси
- Нисирос
- Патмос
- Псеримос
- Родос
  - Алимија или Амила
  - Прасониси
- Сими
- Телендос
- Тилос
- Јали

## ЕубејаиСпоради
Северни Споради:
- Алонисос
- Скијатос
- Скопелос
- Скирос

Јужни Споради:
Види још Додеканез и Егејска острва.

## Саронска острва
- Егина
- Ангистри
- Хидра
- Метана
- Порос
- Саламина
- Спецес

## Крит
- Хриси
- Дија
- Гавдос
- Гавдопула
- Крит
- Куфониси
- Паксимадја
- Спиналонга

## Језерска острва
- Свети Ахил
- Јањина
- Видринец